# 最後の○○〜日本のレッドデータ〜
『最後の○○〜日本のレッドデータ〜』（さいごのまるまる にっぽんのレッドデータ）はNHK名古屋放送局が制作し2020年5月から不定期でNHK BS4KおよびNHKBSプレミアムで全国放送している情報・ドキュメンタリー番組である。

## 概要
番組概要
日本で唯一、または世界で唯一その工場でしか作れない「製品」、ひとりの職人にのみ受け継がれた「技術」、ある地域でずっと愛され続けた「味」。昭和から平成の時代に日常にありふれていた〝当たり前のモノ”が今、絶滅の危機に瀕している。そんな日本各地に潜在する〝最後の○○”を徹底リサーチし、美しい４Ｋ映像で記録する。
日本各地の伝統文化の後継者不足や、長年受け継がれてきた貴重な技術が失われつつある現状について取材。日本の多様性や、不屈の信念・生きかたなどの価値観を再発見するという内容である。

## 出演者
ＭＣ
- 草彅剛
- 三輪秀香（第一回、第二回）[3]、浅田春奈（第三回）[4]、川崎理加（第四回）[5]

ナレーション
- 川栄李奈

## スタッフ
- 撮影：水谷正人、髙橋剛
- 技術：森純一
- 音声：山本能弘
- 映像技術：太田知宏
- 美術：川名隆
- 映像デザイン：谷脇もも
- CG制作：藤本康晴
- 編集：野口聖司
- 音響効果：細川尚志
- ディレクター：勅使河原亜紀夫、和田雄介
- プロデューサー：岡嶋俊輔
- 制作統括：小川康之、桜井和紀
- 制作・著作：NHK名古屋

## 放送リスト
| 回     | 初回放送日    | チャンネル               | 取り上げた内容                                                       | 紹介した職人        | ディレクター               | プロデューサー | 制作統括          | 備考              |
| ------ | ------------- | ------------------------ | -------------------------------------------------------------------- | ------------------- | -------------------------- | -------------- | ----------------- | ----------------- |
| 第一回 | 2020年5月1日  | BSプレミアム 22:00-23:00 | 「大型木桶」 「和傘ろくろ」                                          | 上芝雄史 長屋一男   | 和田雄介 勅使河原亜紀夫    | 岡嶋俊輔       | 小川康之 桜井和紀 |                   |
| 第二回 | 2021年9月10日 | BSP/4K 21:00-22:00       | 「天然砥石採掘職人」 「在来野菜」 「セルロイド人形」「油団」         | 土橋要造 高橋一也   | 岡嶋俊輔 平田純一 岡田早苗 | 田邉裕也       | 伊藤政浩          |                   |
| 第三回 | 2022年3月30日 | BS4K 18:00-19:00         | 「太夫の結髪師」 「ハリケーンランプ」 「ベーゴマ」「柳行李」         | 山中惠美子 別所由加 | 岡嶋俊輔 福岡悠 廣瀬学     | 田邉裕也       | 伊藤政浩          |                   |
| 第四回 | 2022年8月12日 | BSP/4K 22:00-23:00       | 「大相撲の道具」「駿河炭」 「バタバタ茶」「潮かつお」 「重箱うどん」 |                     | 小竹良弘 平位敦            | 木村友紀       | 伊藤政浩          | ゲスト:舞の海秀平 |

### ブローアップ版
| 放送日         | チャンネル         | 取り上げた内容                | ディレクター | 備考                                                             |
| -------------- | ------------------ | ----------------------------- | ------------ | ---------------------------------------------------------------- |
| 2020年6月26日  | BSP/4K 23:15-23:45 | 「最後の〝大型木桶”製造工場」 | 岡嶋俊輔     | 2020年5月1日放送分のブローアップ版（レギュラー番組への道で放送） |
| 2020年7月3日   | BSP/4K 23:15-23:45 | 「最後の〝和傘ろくろ”職人」   | 和田雄介     | 2020年5月1日放送分のブローアップ版（レギュラー番組への道で放送） |
| 2021年10月26日 | BSP/4K 19:30-20:00 | 「最後の〝天然砥石”採掘職人」 | 岡嶋俊輔     | 2021年9月10日放送分のブローアップ版                              |
| 2021年12月8日  | BSP/4K 22:25-22:54 | 「最後の〝在来野菜”」         | 平田純一     | 2021年9月10日放送分のブローアップ版                              |